# Benedito Leite
Benedito Leite är en kommun i Brasilien.   Den ligger i delstaten Maranhão, i den östra delen av landet, 1 000 km norr om huvudstaden Brasília. Antalet invånare är 5 473.
Omgivningarna runt Benedito Leite är huvudsakligen savann. Runt Benedito Leite är det mycket glesbefolkat, med 3 invånare per kvadratkilometer.